# Gunga
För andra betydelser, se Gunga (olika betydelser).

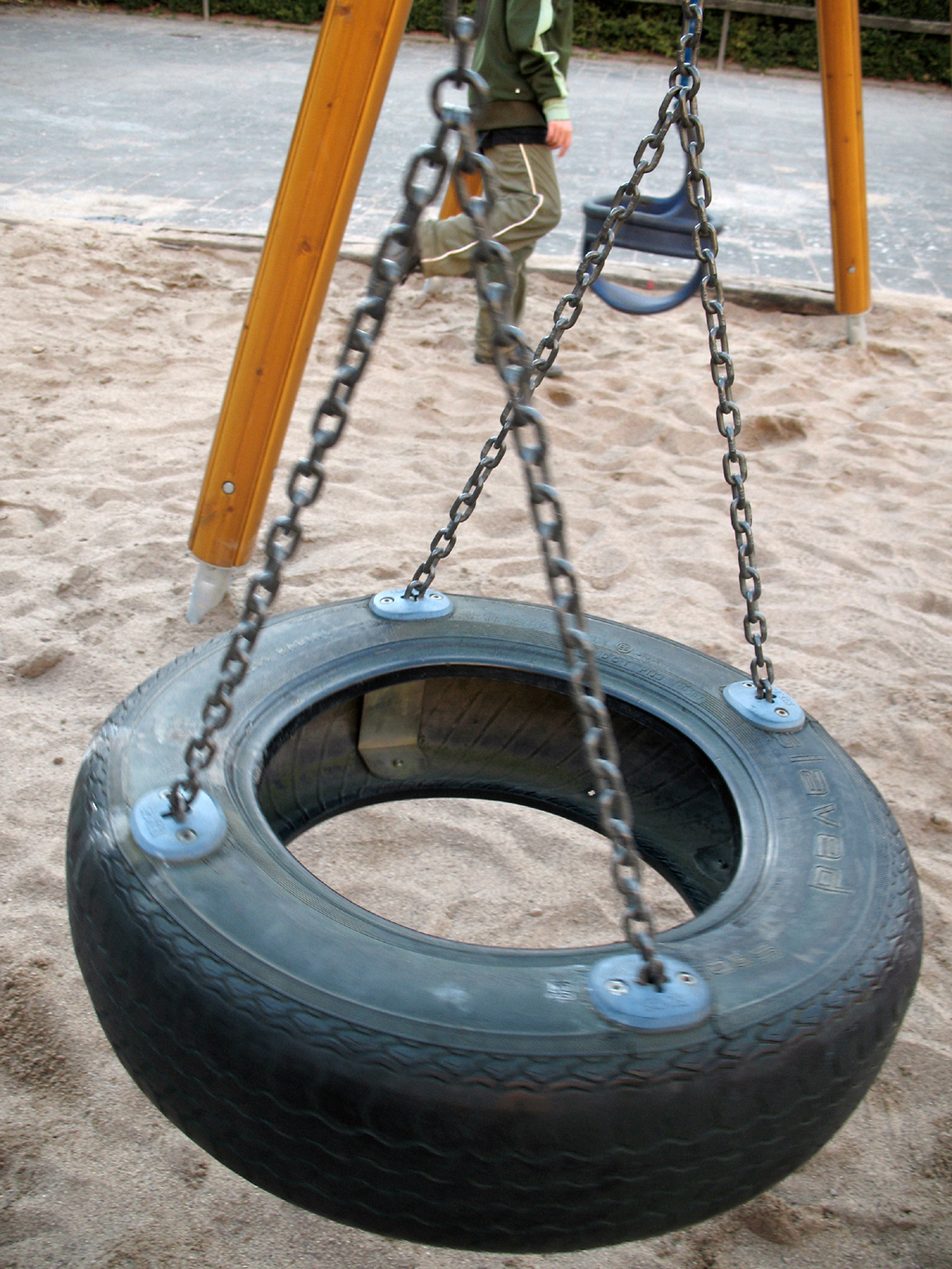
En gunga på en lekplats i Lund.

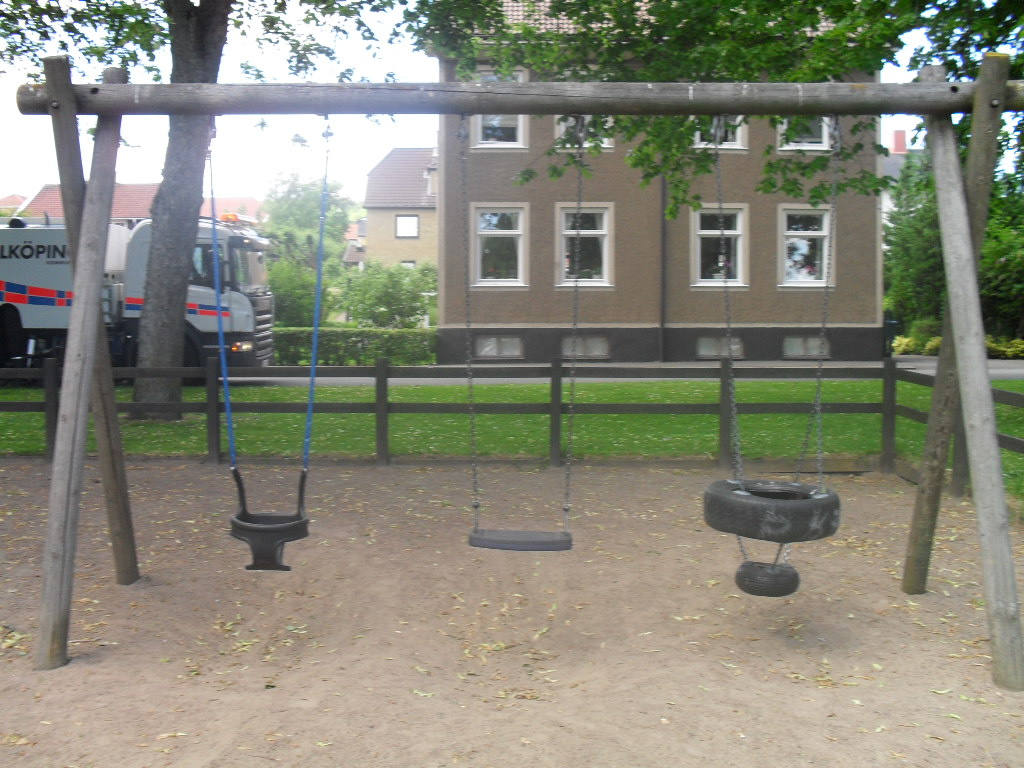
Tre sorters gungor.

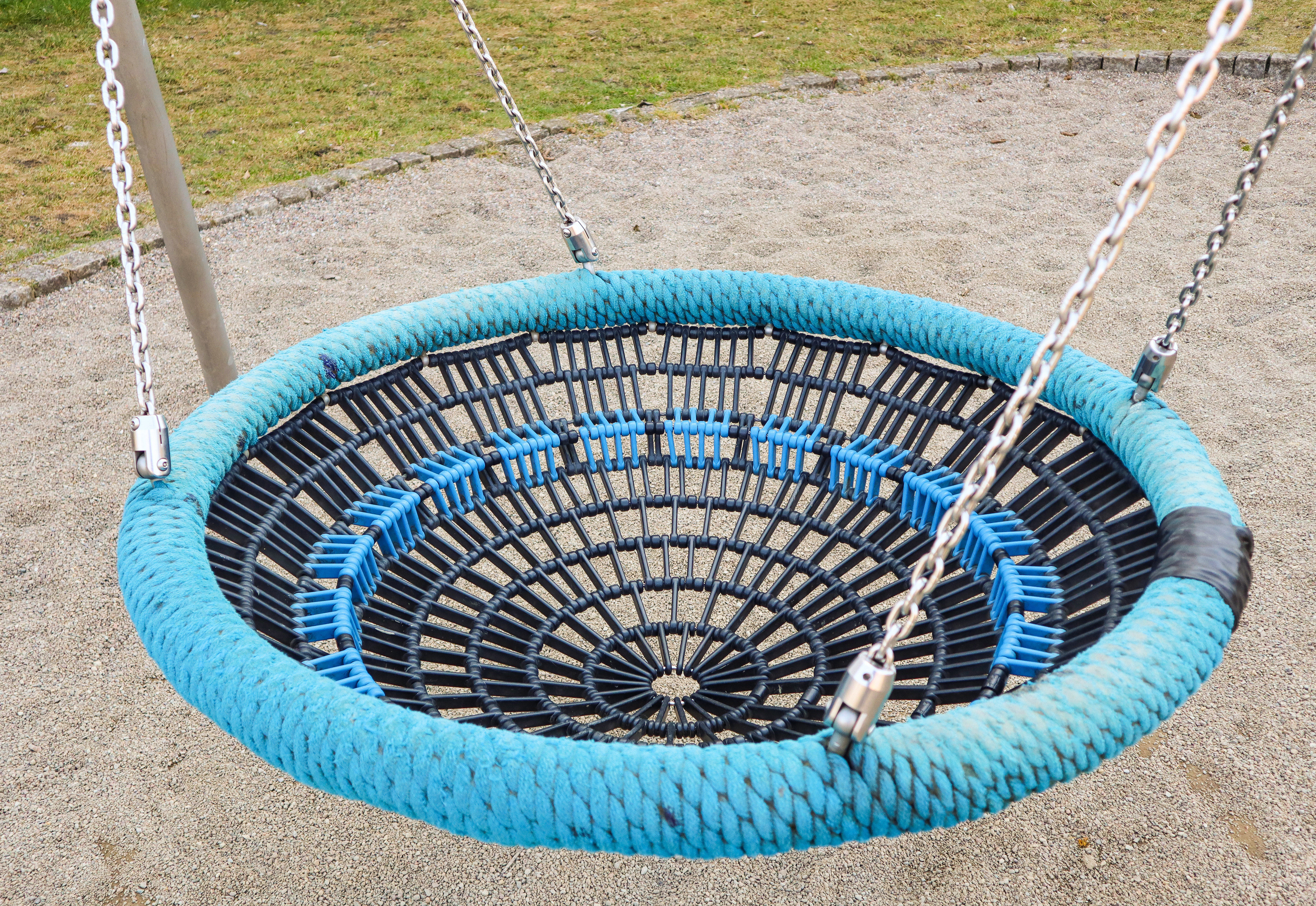
En fågelbogunga, även kallad kinagunga och kompisgunga.

En gunga är en sits med lodräta rep eller kedjor fästa i en ställning eller en trädgren. Sitsen kan bestå av en träplanka, gummi (exempelvis däck), plast eller metall. Den sittande på denna kan utföra en pendelrörelse, alltså gunga, fram och tillbaka, antingen genom att någon puttar på eller genom egen kraft.
Gungor finns i allmänhet på lekplatser och skolgårdar, och används främst av barn. Gungor sätts ibland även upp i trädgårdar när barnen är små.
Däckgungor med dubbla däck, ett större och ett mindre, riktar sig till yngre barn. Meningen är att barnet ska sitta på det större däcket och använda det mindre däcket som fotstöd. För småbarn finns gungor där barnet sitter mer nedsänkt och därmed säkrare. På lekplatser hänger gungorna ofta bredvid varandra på en större gungställning.

## Hälsa
Bildäck tillverkade före 2010 och eventuellt annat gummi på lekplatser innehåller högaromatisk olja (HA-olja) som utgör en fara för miljön och hälsan.